# 時思糖果
時思糖果（英語：See's Candies），在1921年，由Charles Alexander See II (1882年─1949手)、妻子 Florence MacLean Wilson See (1885年─1956年)，和母親Mary Wiseman See (1854年–1939年)，當時於加州洛杉磯設立（現為廚房場地），目前總部則位於加利福尼亞州南舊金山。
於1972年，波克夏·哈薩威公司從時思家族收購所有股權，而成為時思糖果之母公司。現時該公司在美國分店達至約200家，至於海外則有香港、澳門、日本以及台灣。

## 連結
- 官方网站
- 時思糖果台灣官網
- 時思糖果的Facebook專頁
- 時思糖果香港的Facebook專頁
- 時思糖果台灣的Facebook專頁